# 緑のスカプラリオ

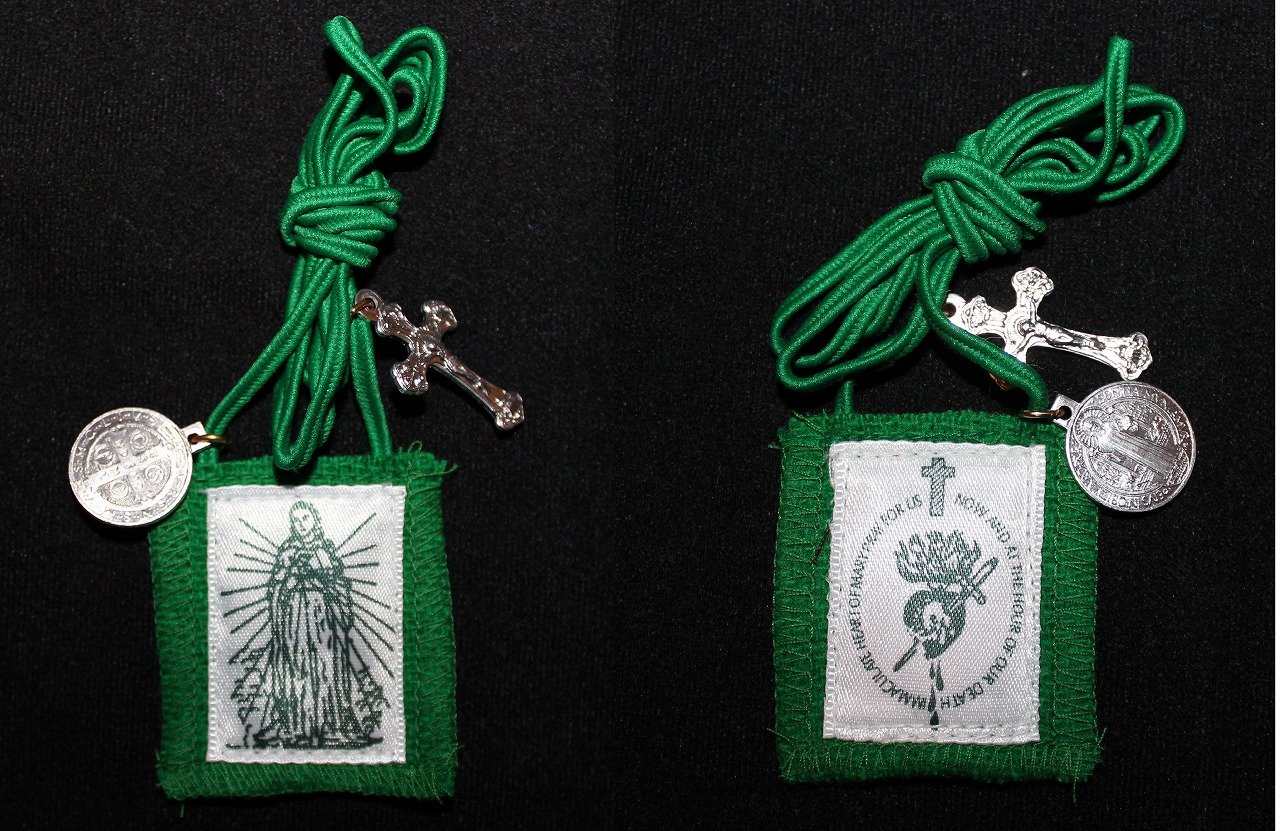
緑のスカプラリオ

緑のスカプラリオ(英: Green Scapular)とは、カトリック教会の準秘跡の一つで緑色をしたスカプラリオ(en:Scapular)のこと。

## 由来・歴史
不思議のメダイから10年後の1840年1月、聖ビンセンシオ・ア・パウロ愛徳姉妹会修道女のジュスティーヌ・ビスケイブリュが聖母マリアの像の前で祈っていると聖母の出現があった。
その後、数度の聖母の出現があったのち、1840年9月8日の出現の際に聖母マリアの左手に「緑のスカプラリオ」が持たれていた。緑のスカプラリオの表には聖母マリアの絵が、裏側にはの剣で刺し貫かれた心臓があり、その周りに「聖マリアの汚れなき御心よ、今も臨終の時も我等の為に祈り給え」という文字が書いてあった。そして「このスカプラリオによって、信仰のない人は信仰の恵みを受け、信仰のある人はより熱心になり、特に臨終の時に大きな助けを受けます」という声を聞いた。その後、緑のスカプラリオの頒布が始まり、以来、多くの奇跡的な回心と癒しの事例が伝えられ、ローマ教皇のピオ9世により、1863年と1870年に認可を受けた。1870年に認可した際にピオ9世は「それを作り配布する権威を与えます。良き姉妹たちにそう伝えなさい」と発言している 。

## 特徴
他の色のスカプラリオはキリスト教の信者のみしか持つことができないが、緑のスカプラリオは聖母マリアの「誰でもこのスカプラリオを身につけて、毎日少くとも一度この裏に書いてある祈りを唱えれば、幸せになります」という言葉が示す通り、不思議のメダイ同様、キリスト教の信者でなくとも持つことができ、幸福がもたらされるとされる。